# Коже
Коже (фр. Caugé) насеље је и општина у северној Француској у региону Горња Нормандија, у департману Ер која припада префектури Евре.
По подацима из 2011. године у општини је живело 835 становника, а густина насељености је износила 71,92 становника/km². Општина се простире на површини од 11,61 km². Налази се на средњој надморској висини од 142 метара (максималној 146 m, а минималној 105 m).

## Демографија
| 1962. | 1968. | 1975. | 1982. | 1990. | 1999. | 2011. |
| ----- | ----- | ----- | ----- | ----- | ----- | ----- |
| 234   | 243   | 321   | 609   | 749   | 746   | 835   |

График промене броја становника у току последњих година